# Berlin–Halle-vasútvonal
A Berlin–Halle-vasútvonal, néha Anhalti vasútvonalnak (németül: Anhalter Bahn) is nevezik, egy kétvágányú, villamosított fővonal, amely a németországi Berlin város és tartomány, valamint Brandenburg és Szász-Anhalt tartományok területén található. A vasutat eredetileg a Berlin-Anhaltische Eisenbahn-Gesellschaft építette és kezelte.
Az anhalti vasút Berlinből Jüterbogon és Wittenbergen át Halle-ig húzódik. A vonal a transzeurópai közlekedési hálózatok (TEN-T) 1. vonalának része. Berlin területén a fővonallal párhuzamosan halad az Anhalt Suburban Line, amelyen a berlini S-Bahn járatai közlekednek.

## Az utazási idők alakulása
2007-ben, a korszerűsített vonalon való üzemelés első teljes évében a legrövidebb menetrend szerinti menetidő egy csúcsidőn kívüli ICE-vonat esetében, amely nem állt meg közbenső megállóhelyen, észak felé közlekedett Lipcse és Berlin Südkreuz között, 57 perc volt, míg egy csúcsidőn kívüli vonat esetében, amely megállt Wittenbergben, 65 percet vett igénybe. A többi ICE-vonat megállás nélkül 60 percig, egy megállóval pedig 67 percig tartott. Dél felé a menetidő 62 perc (megállás nélkül) és 67 perc (egy megálló) volt. Egy vonatpár (ICE 1516/1517) Lipcse Hauptbahnhof és Berlin Hauptbahnhof között 60 perces menetidővel, közbenső megálló nélkül közlekedett. A következő menetrendekben nem tartották be ezt a menetrend szerinti menetidőt. A 2008-as menetrendben a menetrend szerinti megállás nélküli menetidő déli irányban 60 perc, egy közbenső megállóval 64 perc volt; északi irányban a megállás nélküli menetidő 62 perc volt. A 2008-as menetrendben szereplő teljes menetidő volt a legrövidebb átlagos menetidő a vonal történetében.
A 2010-es menetrendben a Lipcse és Berlin Südkreuz közötti menetrend szerinti menetidő 67-75 perc volt; egyes vonatok 62 percig közlekedtek. A 2011-es és 2012-es menetrendben a menetrend szerinti menetidők ugyanebben a sorrendben voltak.
Halle Hauptbahnhof és Berlin Hauptbahnhof között a leggyorsabb menetidő 2008-ban 76 perc volt, 2012-ben 78 perc. A wittenbergi (vagy bitterfeldi) átszállással közlekedő regionális járatokkal (a 2015-ös menetrendben) 147 és 151 perc között van a menetidő. A Bitterfeld és Halle közötti vonallezárás és az ebből adódó kerülőút miatt a menetrend szerinti menetidő akár 15 perccel is meghosszabbodott.